# ジョゼフ＝マリー・ロ・デュカ
ジョゼフ＝マリー・ロ・デュカ（Joseph-Marie Lo Duca、本名Giuseppe Maria Lo Duca、ジュゼッペ・マリア-、1910年 ミラノ - 2004年8月6日 フォンテーヌブロー）は、フランス・イタリアの著述家である。ヌーヴェルヴァーグを育んだ映画雑誌『カイエ・デュ・シネマ』の設立者のひとりとして知られる。ロオ・デュカとも表記。

## 来歴・人物
若いころから読書と執筆に情熱を燃やし、1927年、16歳のときに最初の書物を出版する。そのおかげでイタリアの未来派の作家たちと知り合う。フランス語に訳されて出版され、マルセル・グリオールがアンドレ・ブルトンとジャン・コクトーのようなたくさんの作家に宣伝し、引き合わせた。フランスの作家たちは、ロ・デュカの誠実なファンになり、いざないそしてフランスに引き寄せ、次の作品をフランス語で書くよう説得した。
1935年、25歳のときにパリでの生活を始めた。歴史についてのポール・ヴァレリーとの会話とアンドレ・ジッドからの手紙についてのエッセイ『フランス対フランス La France contre la France』を出版。『ある映画史 Une Histoire du cinéma』を執筆し、文庫クセジュに収録され、12か国語に翻訳された。次にレファレンス作品である『映画技術 Technique du cinéma』を執筆した。『アニメーション』をプリズマ社で出版、ウォルト・ディズニーに会う。1947年、間違いなくロ・デュカ最大の成功作である『ナポレオン・ボナパルトの密かな日記 Le journal secret de Napoléon Bonaparte』を出版する。
60年間におよび、性科学国際ライブラリーを監修し、J・J・ポヴェール社で出版し、ジョルジュ・バタイユとアンドレ・ブルトンが震えるほどのオマージュをロ・デュカに対し表明した。友人の脚本家モーリス・ベシーと共同で、ジョルジュ・メリエス、ルイ・リュミエールについての伝記を著す。
『ソドムの鉱山 Les mines de Sodome』（2001年）の出版により、ロ・デュカの挑戦的な天才性ときらめく碩学ぶりが当時の「良質な思考者」の検閲に挑戦した他の著作とともに再発見された。
1997年、息子や孫たちとともに暮らしたナンテールを去り、たくさんの友人の住むサモワ＝シュル＝セーヌに移住する。2004年8月6日、同地で死去。同市は市庁舎に面した市立図書館に、彼の同市への感情的な愛着を記念して、「ロ・デュカ図書館」と名づけた。

## おもな著作
- La Sphère de platine、Bibliothèque Charpentier社、1945年（再版Denoël社、1983年4月13日 ISBN 2207303608）
- Giorgio de Chirico
- Neige sur la baltique
- La France contre la France
- Histoire du cinéma - 1950、アンドレ・バザン、ジャック・ドニオル＝ヴァルクローズと共著、カイエ・デュ・シネマ社
- Bayard, le premier photographe
- La Technique du cinéma、Que Sais-Je ?文庫、1963年、1974年5月1日 ISBN 2130333516
- Le Journal Secret de Napoléon Bonaparte
- L'Histoire de l'érotisme - 監修性科学国際ライブラリー、Pygmalion社、1969年、1979年 ISBN 2857040547
- Dictionnaire de sexologie
- Les Mines de Sodome、Max Milo社、2001年4月23日 ISBN 2914388098